# Cratere Euctemon
Euctemon è un cratere lunare di 62,7 km situato nella parte nord-orientale della faccia visibile della Luna, lungo il bordo di nordest del cratere Baillaud. A sudovest è presente il grande cratere Meton e a nord nordest il cratere De Sitter. A causa della sua posizione questo cratere appare distorto dalla prospettiva.
Il fondo del cratere è stato ricoperto dopo la formazione originale lasciando una superficie livellata e senza caratteristiche, circondata da un bordo esterno eroso. La superficie interna è contrassegnata solo da qualche piccolo cratere e il piccolo 'Euctemon K' vicino alla parete interna di sudovest. Un piccolo cratere attraversa l'orlo occidentale, unendosi al cratere principale attraverso un'apertura sul lato orientale e condividendo la stessa superficie interna. A nord è presente un altro piccolo cratere 'Euctemon H' e che ora forma una fenditura attraverso il bordo. Lungo il bordo che separa Euctemon da Baillaud è presente il piccolo 'Euctemon N'.
Il cratere è dedicato all'astronomo greco Euctemone. 

## Crateri correlati
Alcuni crateri minori situati in prossimità di Euctemon sono convenzionalmente identificati, sulle mappe lunari, attraverso una lettera associata al nome.
| Euctemon | Coordinate            | Diametro (in km) |
| -------- | --------------------- | ---------------- |
| C        | 76°06′00″N 38°40′48″E | 19,58            |
| D        | 77°02′24″N 38°42′00″E | 19,86            |
| H        | 76°09′36″N 26°12′36″E | 15,93            |
| K        | 75°55′48″N 28°25′48″E | 7,33             |
| N        | 75°24′36″N 32°57′00″E | 8,96             |